# Mortal Kombat II (película)
Mortal Kombat II es una próxima película de acción, aventura, ciencia ficción, artes marciales, fantasía oscura y gore estadounidense, dirigida por Simon McQuoid, escrita por Ed Boon, Jeremy Slater y John Tobias, y protagonizada por Lewis Tan, Jessica McNamee, Joe Taslim, Ludi Lin, Mehcad Brooks, Karl Urban, Tati Gabrielle, Tadanobu Asano, Adeline Rudolph y Hiroyuki Sanada.
Tras el lanzamiento de Mortal Kombat en abril de 2021, el productor Todd Garner, el escritor Greg Russo y el director Simon McQuoid comenzaron conversaciones sobre el futuro de la franquicia, incluidas películas independientes centradas en Johnny Cage y Bi-Han, y una secuela de la película de 2021. Algunos miembros del elenco y el equipo expresaron interés en regresar a una secuela y, en 2021, los medios de comunicación informaron que el estudio estaba planeando desarrollar otras entregas de la franquicia Mortal Kombat. Para 2022, Warner Bros. había dado luz verde a la secuela, con Slater listo para escribir el guion y McQuoid regresó para dirigir el proyecto. El rodaje comenzó en junio de 2023 en Australia, se detuvo a mediados de julio debido a la huelga SAG-AFTRA, se reanudó a mediados de noviembre y concluyó a finales de enero de 2024.
Mortal Kombat 2 está programado para ser estrenado en cines por Warner Bros. Pictures el 24 de octubre de 2025.

## Reparto
- Lewis Tan como Cole Young
- Jessica McNamee como Sonya Blade
- Mehcad Brooks como Jackson "Jax" Briggs
- Tadanobu Asano como Lord Raiden
- Ludi Lin como Liu Kang
- Chin Han como Shang Tsung
- Joe Taslim como Bi-Han / Noob Saibot
- Hiroyuki Sanada como Hanzo Hasashi / Scorpion
- Josh Lawson como Kano
- Max Huang como el Renacido Kung Lao[4]
- Karl Urban como Johnny Cage[5]
- Tati Gabrielle como Jade[6]
- Adeline Rudolph como Kitana[7]
- Sophia Xu como Kitana (joven)
- Martyn Ford como Emperador Shao Kahn[4]
- Desmond Chiam como Jerrod[4]
- Damon Herriman como Quan Chi[4]
- Ana Thu Nguyen como Sindel[4]
- C.J. Bloomfield como Baraka[4]

## Producción

### Desarrollo
Tras el lanzamiento de Mortal Kombat en abril de 2021, el actor Joe Taslim reveló que tiene contrato para cuatro películas adicionales de Mortal Kombat, si Warner Bros. Pictures decide crear una franquicia.
El director Simon McQuoid declaró que está abierto a volver a dirigir una secuela si la historia es buena. En una entrevista después del estreno de la película, McQuoid dijo que el personaje Johnny Cage no fue presentado en la película porque Johnny Cage era una "personalidad gigante" y desequilibraría la película. Reveló que posibles secuelas podrían explorar el material de personajes como Cage y Kitana. También expresó que le gustaría incluir más personajes femeninos.
El coguionista Greg Russo le dijo a Collider que ve el reinicio como una trilogía con la primera película ambientada antes del torneo, la segunda película ambientada durante el torneo y la tercera película ambientada después del torneo.
En noviembre de 2021, el productor Todd Garner insinuó una secuela en desarrollo en Twitter, y en enero de 2022, se confirmó que la película estaba en desarrollo con Jeremy Slater escribiendo el guion. En mayo de 2022, Slater confirmó sus planes de incluir a Johnny Cage en la película, después de haber sido configurado al final de Mortal Kombat, aunque señaló que su papel exacto en la historia no ha sido determinado.
El mismo mes, Slater mencionó que la película "abrazaría algunas de las rarezas" inherentes a la franquicia Mortal Kombat, y que quería que la película fuera "impredecible" y desafiara las expectativas de los fanáticos.En junio de 2022, explicó además que la secuela abordaría las reacciones tanto positivas como negativas de los fanáticos a la primera película.En julio de 2022, se anunció que New Line había dado luz verde a la película y que McQuoid volvería a dirigir la secuela.

### Fundición
En mayo de 2023, Tati Gabrielle estaba en negociaciones finales para interpretar a Jade en la película, y Karl Urban también estaba en conversaciones finales para interpretar a Cage.También se informó que Jessica McNamee y Josh Lawson volverían a interpretar a Sonya Blade y Kano respectivamente. Más tarde ese mes, Adeline Rudolph se unió al elenco como Kitana, y se confirmó que Gabrielle interpretaría a Jade. En junio de 2023, Martyn Ford, Desmond Chiam, Ana Thu Nguyen y Damon Herriman fueron elegidos como Shao Kahn, el rey Jerrod, la reina Sindel y Quan Chi. Herriman previamente expresó a Kabal en la película de 2021. Más tarde ese mismo mes, Max Huang confirmó que regresaría como Kung Lao.

### Rodaje
La fotografía principal comenzó el 22 de junio de 2023 en Village Roadshow Studios en Gold Coast, Queensland, con Stephen F. Windon como director de fotografía.El rodaje se suspendió en julio debido a la huelga SAG-AFTRA 2023 y se reanudó tras el final de la huelga en noviembre de 2023.El rodaje concluyó oficialmente a finales de enero de 2024.

## Estreno
Mortal Kombat 2 está programado para ser estrenado en cines en los Estados Unidos por Warner Bros. Pictures el 24 de octubre de 2025.